# Стандарт медицинской помощи
Отбор наиболее эффективных и воспроизводимых в существующих условиях методов лечения, актуализировал задачу унификации и контроля применения таких методов. Для этого в ряде стран приняты стандарты оказания медицинской помощи, учитывающие международный опыт, рекомендации экспертов и национальные особенности. В России приказом Минздрава РФ от 16 октября 1992 г. N 277 «О создании системы медицинских стандартов (нормативов) по оказанию медицинской помощи населению Российской Федерации» введена официальная практика подготовки и применения стандартов в здравоохранении. Выделяют следующие типы стандартов:
- Стандарты первичной медико-санитарной помощи
- Стандарты специализированной медицинской помощи
- Стандарты скорой медицинской помощи
- Стандарты паллиативной медицинской помощи

## Назначение
Назначение Стандарта — указать модель пациента (описание «типового» случая), область и условия применения стандарта (диагнозы, амбулаторные или стационарные условия, длительность лечения и т. д.), способ лечения с указанием конкретных рекомендаций по использованию технических и медикаментозных средств. Стандарт предназначен для обязательного исполнения в системе здравоохранения, работающих по программе реализации государственных гарантий оказания гражданам бесплатной медицинской помощи.

## Типовая структура
Типовой стандарт может включать в себя следующие главы:
- а) указание вида медицинской помощи (первичная медико-санитарная, специализированная, скорая), при котором используется Стандарт;
- б) перечень диагностических медицинских услуг с указанием количества и частоты их предоставления;
- в) перечень лечебных медицинских услуг с указанием количества и частоты их предоставления;
- г) перечень используемых лекарственных средств с указанием разовых и курсовых доз;
- д) перечень дорогостоящих изделий медицинского назначения (включая импланты, эндопротезы и т. д.);
- е) перечень компонентов крови и препаратов с указанием количества и частоты их предоставления;
- ж) перечень диетического (лечебного и профилактического) питания с указанием количества и частоты его предоставления.

Обычно Стандарт выполнен в виде таблицы с указанием кода услуги, её наименования, частоты предоставления и количества. Например, в разделе "Инструментальные исследования: код A05.10.001, услуга «Регистрация электрокардиограммы», частота — 1, среднее количество — 3.

## Комментарии

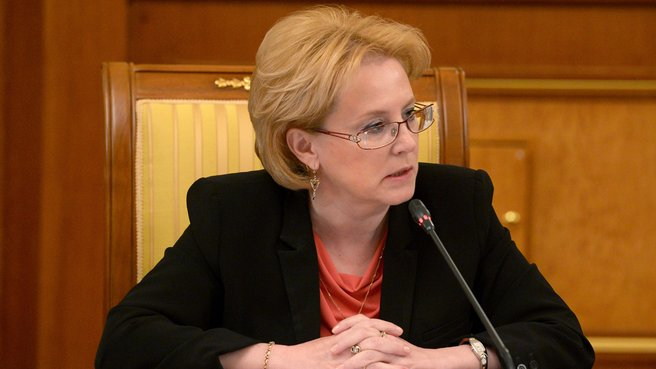
Министр Здравоохранения РФ Вероника Скворцова

Министр Здравоохранения РФ Вероника Скворцова указала
Разработанная в 2010 году модель стандартов представляет собой усредненный для каждого заболевания «прейскурант» на диагностику и лечение с обозначением средней востребованности в той или иной медицинской услуге, в том или ином лекарстве или изделии. Так, если в стандарте около услуги, лекарства или изделия стоит коэффициент востребованности 0,7, это означает, что этот компонент лечения применяется у 70 % больных, страдающих данным заболеванием. Стандарт не предназначен для использования врачом для принятия каких-либо решений по лечению конкретного больного. Индивидуальные особенности течения заболевания, разные схемы и тактики лечения он не учитывает. Их возможность лишь подразумевается по вариабельности потребностей в отдельных компонентах лечения. Мы никогда не сможем оценить по стандарту качество медицинской помощи, оказанной конкретному больному. Ведь, по стандарту невозможно сказать, относился больной к 30 или 70 % (как в нашем примере), то есть требовал он или нет конкретного компонента лечения. Кроме того, при наличии у больного сопутствующих заболеваний или присоединении в ходе болезни осложнений стандарт становится просто недостаточным и требует дополнений.
По словам министра, развитие системы стандартизации будет идти по пути объединения ряда близких заболеваний в одну клинико-статистическую группу для уточнения характера медпомощи и структуры тарифа на её оказание. Важное значение придается разработке рекомендаций по лечению (национальных клинических рекомендаций), так как «стандартизировать 32 тысячи заболеваний» является чрезмерно громоздкой задачей, снижающей эффективность применения, как показал опыт Германии. К концу 2015 года планируется разработать 1300 протоколов.